# Villars-le-Grand
Villars-le-Grand är en ort i kommunen Vully-les-Lacs i kantonen Vaud i Schweiz. Den ligger cirka 50,5 kilometer nordost om Lausanne. Orten har 489 invånare (2021).
Orten var före den 1 juli 2011 en egen kommun, men slogs då samman med kommunerna Bellerive, Chabrey, Constantine, Montmagny, Mur och Vallamand till den nya kommunen Vully-les-Lacs.